# Alessio Delle Vedove
Alessio Delle Vedove, né le 11 février 2004 à Mirano, est un coureur cycliste italien. 

## Biographie
Alessio Delle Vedove est né en février 2004 à Mirano, d'un père agent commercial et d'une mère employée dans une entreprise de filtration d'eau. Il a aussi deux sœurs. Durant sa petite enfance, il découvre le vélo par l'intermédiaire d'un cousin, lui-même coureur cycliste. Inspiré par ce dernier, il prend sa première licence vers l'âge de sept ans au sein d'un club de Sant'Angelo di Piove. Dans les catégories de jeunes, il s'impose à de nombreuses reprises dans des courses locales en Vénétie, grâce à ses qualités de sprinteur et de rouleur,. 
En 2021, il termine deuxième de la poursuite par équipes aux championnats du monde sur piste juniors, avec la délégation italienne. Lors de la saison 2022, il devient champion du monde, champion d'Europe et champion d'Italie de poursuite par équipes chez les juniors. Il s'impose également à neuf reprises dans des courses individuelles sur route. La même année, il est sacré champion d'Italie du contre-la-montre par équipes juniors, en compagnie de plusieurs coéquipiers vénitiens. Il participe également à la Course de la Paix juniors, où il se classe huitième d'une étape. 
Grâce à ses performances, il intègre la réserve de l'équipe Intermarché-Circus-Wanty en 2023. Sous ses nouvelles couleurs, il confirme ses qualités au sprint en remportant une étape au Tour de Namur et au Flanders Tomorrow Tour. Il finit par ailleurs septième du Youngster Coast Challenge et d'Eschborn-Francfort espoirs, ou encore dixième du Tour des 100 Communes. 

## Palmarès sur route

### Par année
- 2022
  -  Champion d'Italie du contre-la-montre par équipes juniors
- 2023
  - 3e étape du Tour de Namur
  - 2e étape du Flanders Tomorrow Tour

### Classements mondiaux
| Année                                 | 2023  | 2024  |
| ------------------------------------- | ----- | ----- |
| Classement mondial                    | 2024e | 2759e |
| UCI Europe Tour                       | 1272e | nc    |
|                                       |       |       |
| Légende : nc = non classéSource : UCI |       |       |

## Palmarès sur piste

### Championnats du monde
| Édition / Épreuve       | Poursuite par équipes |
| Le Caire 2021 (juniors) | Argent                |
| Tel Aviv 2022 (juniors) | Or                    |

### Championnats d'Europe
| Édition / Épreuve     | Poursuite par équipes |
| Anadia 2022 (juniors) | Or                    |
| Anadia 2023 (espoirs) | Argent                |

### Championnats nationaux
- 2022
  -  Champion d'Italie de poursuite par équipes juniors (avec Renato Favero, Mattia Negrente et Cristiano Rosso)[4]
  - 2e du championnat d'Italie de poursuite individuelle juniors
  - 2e du championnat d'Italie de l'américaine juniors
  - 3e du championnat d'Italie de l'élimination juniors
- 2023
  - 3e du championnat d'Italie de poursuite par équipes